# Caçadores de Trolls
Caçadores de Trolls: Contos de Arcadia (Trollhunters: Tales of Arcadia no original) é uma série de animação criada para o serviço Netflix por Guillermo del Toro, e produzida pela DreamWorks Animation e pela Double Dare You.
Os primeiros dois episódios da série tiveram sua estreia em 8 de outubro de 2016, durante a New York Comic Con. Em Portugal, a série estreou a 13 de agosto de 2018 no canal Biggs e, mais antes disso, toda a série foi disponibilizada no Netflix, a partir de 23 de dezembro de 2016.

## Enredo
Um garoto de quinze anos chamado Jim Lake Jr., é convocado por um amuleto mágico a ser o novo caçador de trolls após a morte do anterior. Jim demora muito tempo para se acostumar com o posto de primeiro caçador de trolls humano e conciliar sua vida secreta com sua vida colegial.

## Vozes originais
- Anton Yelchin como James "Jim" Lake Jr.[1][3]
- Charlie Saxton como Toby Domzalski[5]
- Kelsey Grammer como Blinky[1]
- Ron Perlman como Bular[1]
- Steven Yeun como Steve Palchuk[3]
- Jonathan Hyde como Walt Strickler[5]
- Lexi Medrano como Claire (Clara) Nuñez[5]
- Amy Landecker como Barbara Lake[5]
- Fred Tatasciore como Aaarrrgghh!!![5]